# Basirat Nahibi
Basirat Nahibi ou Basirat Nahibi-Niasse é uma política nigeriana, empresária e a primeira mulher aspirante a governadora na Nigéria.
Ela é a fundadora da Women Advancement for Economic and Leadership in Africa (WAELE) e membro fundador do All Progressives Congress.